# ماروین فارل
ماروین فارل (انگلیسی: Marvin Farrell؛ زادهٔ ۱۶ مهٔ ۱۹۹۰) بازیکن فوتبال است.
از باشگاه‌هایی که در آن بازی کرده‌است می‌توان به باشگاه فوتبال فارن‌بورو اشاره کرد.
وی همچنین در تیم ملی فوتبال مونتسرات بازی کرده‌است.